# Abu Hamza Rabia
Abu Hamza Rabia (Arabisch: أبو حمزة الربيعة) (Egypte, circa 1960 - Noord-Waziristan, 1 december 2005) was een Egyptenaar betrokken bij Al Qaida. Hij werd op 1 december 2005 in Noord-Waziristan gedood door een aanval op het huis waar hij verbleef met vermoedelijk een Hellfireraket van een onbemand Amerikaans Predatorvliegtuig.